# Monte Alegre de Sergipe (ort)
Monte Alegre de Sergipe är en ort i Brasilien.   Den ligger i kommunen Monte Alegre de Sergipe och delstaten Sergipe, i den östra delen av landet, 1 300 km nordost om huvudstaden Brasília. Monte Alegre de Sergipe ligger 262 meter över havet och antalet invånare är 6 816.
Terrängen runt Monte Alegre de Sergipe är huvudsakligen platt. Monte Alegre de Sergipe ligger uppe på en höjd. Runt Monte Alegre de Sergipe är det ganska glesbefolkat, med 30 invånare per kvadratkilometer.. Det finns inga andra samhällen i närheten.
Omgivningarna runt Monte Alegre de Sergipe är huvudsakligen savann.